# بریتانی پرسو
بریتانی پرسو (انگلیسی: Brittany Persaud؛ زادهٔ ۱ آوریل ۱۹۹۰) بازیکن فوتبال اهل ایالات متحده آمریکا است.
وی همچنین در تیم ملی فوتبال Guyana بازی کرده‌است.